# Kościół Zwiastowania Najświętszej Maryi Panny i klasztor Brygidek w Grodnie
Kościół Zwiastowania NMP i klasztor sióstr brygidek w Grodnie – wczesnobarokowe założenie sakralne powstałe w roku 1642, w jurydyce zakonu brygidek w Grodnie. Kościół jest podręcznikowym przykładem zachowanej w stanie pierwotnym architektury z połowy XVII wieku.

## Historia
Grodzieńska fundacja brygidek z 1633 roku była dziełem wielkiego marszałka litewskiego Krzysztofa Wiesiołowskiego i jego żony Aleksandry z Sobieskich, będąc hołdem pamięci ich 19-letniej zmarłej przybranej córki, wojewodzianki Gryzeldy Wodyńskiej. W 1636 roku wprowadzono uroczyście zakonnice do drewnianych budynków kościoła i klasztoru, jednakże już wtedy całość założenia otaczał zachowany do dzisiaj mur. Według opisu fundacji zakazano domagania się od kandydatek na zakonnice posagu. W 1637 roku w kościele został pochowany fundator Krzysztof Wiesiołowski. W 1642 roku dzięki inicjatywie Aleksandry stał już murowany kościół oraz położone były fundamenty klasztoru. W 1645 roku budowa klasztoru była zaawansowana. W dniu 19 października 1651 murowany kościół został konsekrowany przez biskupa wileńskiego Jerzego Tyszkiewicza. Pierwszą ksienią klasztoru została Anna Sobieska, siostra Aleksandry. W 1647 r. fundacja Wiesiołowskich została zatwierdzona przez sejm. W 1781 roku do kościoła wprowadzono uroczyście relikwie św. Klemensa. Od 1908 roku klasztor od brygidek przejęły nazaretanki. W 1950 roku nazaretanki w ciągu trzech dni zostały zmuszone przez miejscowe władze komunistyczne do opuszczenia kościoła. W latach 1950–2001 władze białoruskie umieściły w klasztorze szpital psychiatryczny, a w kościele szpitalny magazyn. Kościół został zwrócony wiernym w 1990 roku. W 1997 roku w podziemiach stworzono niewielkie muzeum.
Klasztor z kościołem wraz z innymi gospodarczymi budynkami były usytuowane w kwartale pomiędzy ulicami Jezierską, Nowikowska, Dziemianowską i Jerozolimską.

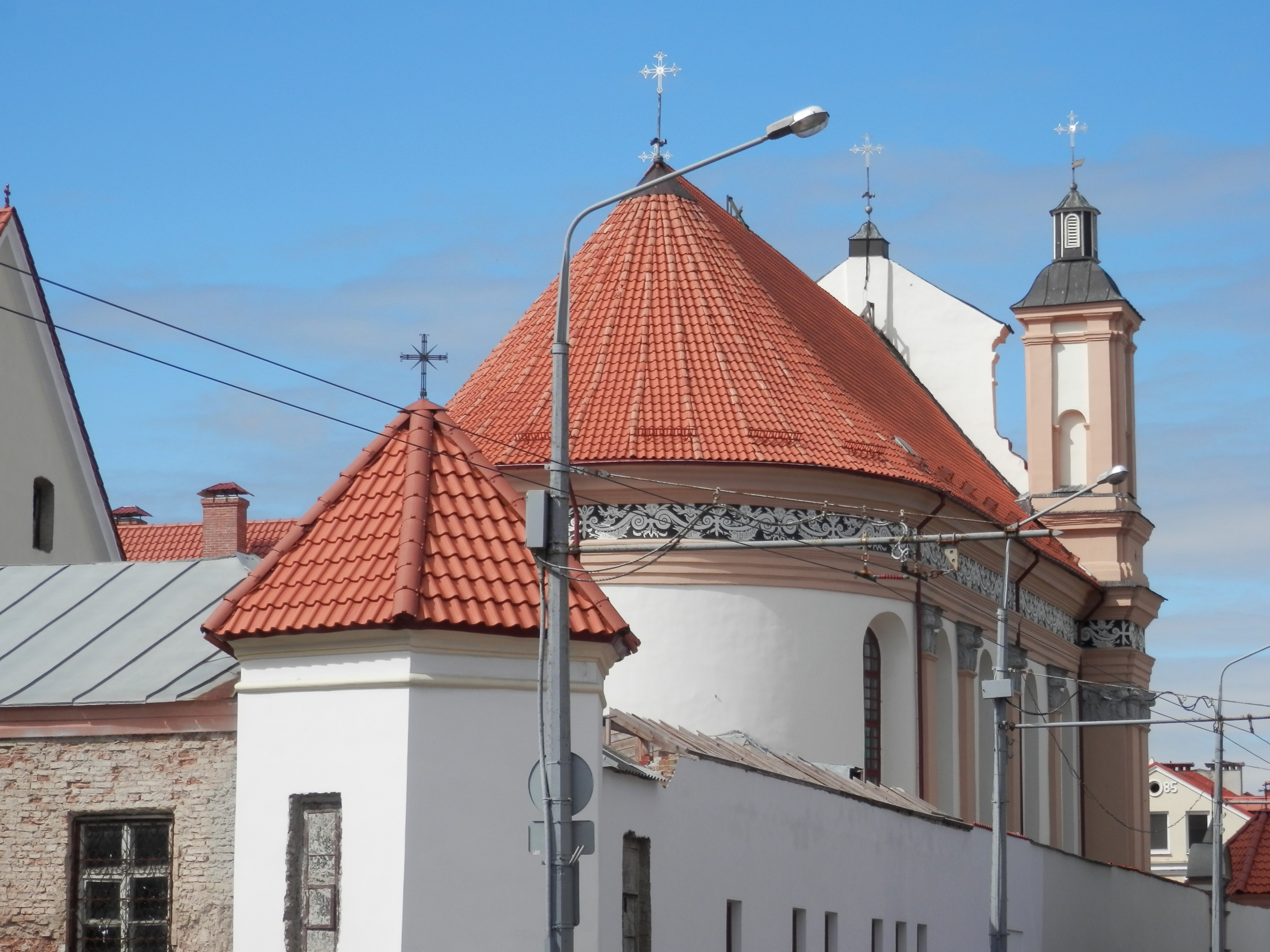
Widok od strony płn.-wsch.

## Architektura
Kościół jest budowlą nawiązującą stylem do tzw. renesansu lubelskiego i wiąże się stylistycznie z kolegiatą w Ołyce będąc jej uproszczoną kopią. Kościół posiada jedną nawę i półkoliście zamknięte prezbiterium. Fasadę flankują dwie wieżyczki (tzw. „ośle uszy”). Wieże zdobią kute krzyże ozdobione promieniami słonecznymi. Wnętrze sklepione kolebkowo z lunetami.
Całość założenia otacza mur obronny z około 1636 roku z dwoma sześciobocznymi basztkami (dawniej były cztery w każdym narożu, lecz zniszczono je około 1960 roku wraz ze wschodnim odcinkiem muru z bramą wjazdową). Zachowały się trzy z czterech barokowych bram klasztornych.
Na zewnątrz portal główny z pilastrami o kanelowanych głowicach, w odcinkowym naczółku rollwerkowy kartusz z herbem Powała (Ogończyk) opatrzony singlami KWWMWKL (Krzysztof Wiesiołowski Wielki Marszałek Wielkiego Księstwa Litewskiego). Portal boczny z datą 1642.
Klasztor ma dwa piętra i trzy skrzydła, z których wschodnie wzniesiono najpóźniej, bo po połowie XVIII wieku. Zachował się na parterze refektarz i na piętrze biblioteka. W ogrodzie znajduje się cenny drewniany lamus z 1769 roku. W 1827 roku powstały murowane zabudowania gospodarcze od pn.-wsch.
Po północnej stronie zespołu znajdowała się dzwonnica z 1783-1795 roku, którą zburzono około roku 1960 i mimo starań miejscowe władze nie pozwoliły w latach 90. XX wieku na odbudowę.

## Wnętrze
- Ołtarz główny z obrazem Zwiastowanie, autor Johann Schretter, 1646
- Tabernakulum współczesne ołtarzowi
- Ołtarze boczne z połowy XVII wieku
- Ołtarz boczny barokowy z około 1700 roku przy południowej ścianie
- trzy kamienne wczesnobarokowe portale
- Balustrada prezbiterium, wczesnobarokowa z 1646 roku
- Ambona manierystyczna z 1646 roku
- Stalle manierystyczne z 1646 roku
- Prospekt organowy neorenesansowy z 1885 roku
- Ławki wczesnobarokowe z 1646, które wykonał Georg Zehl
- Żyrandol barokowy sprzed 1645 roku pochodzący z zamku w Tykocinie

Galeria
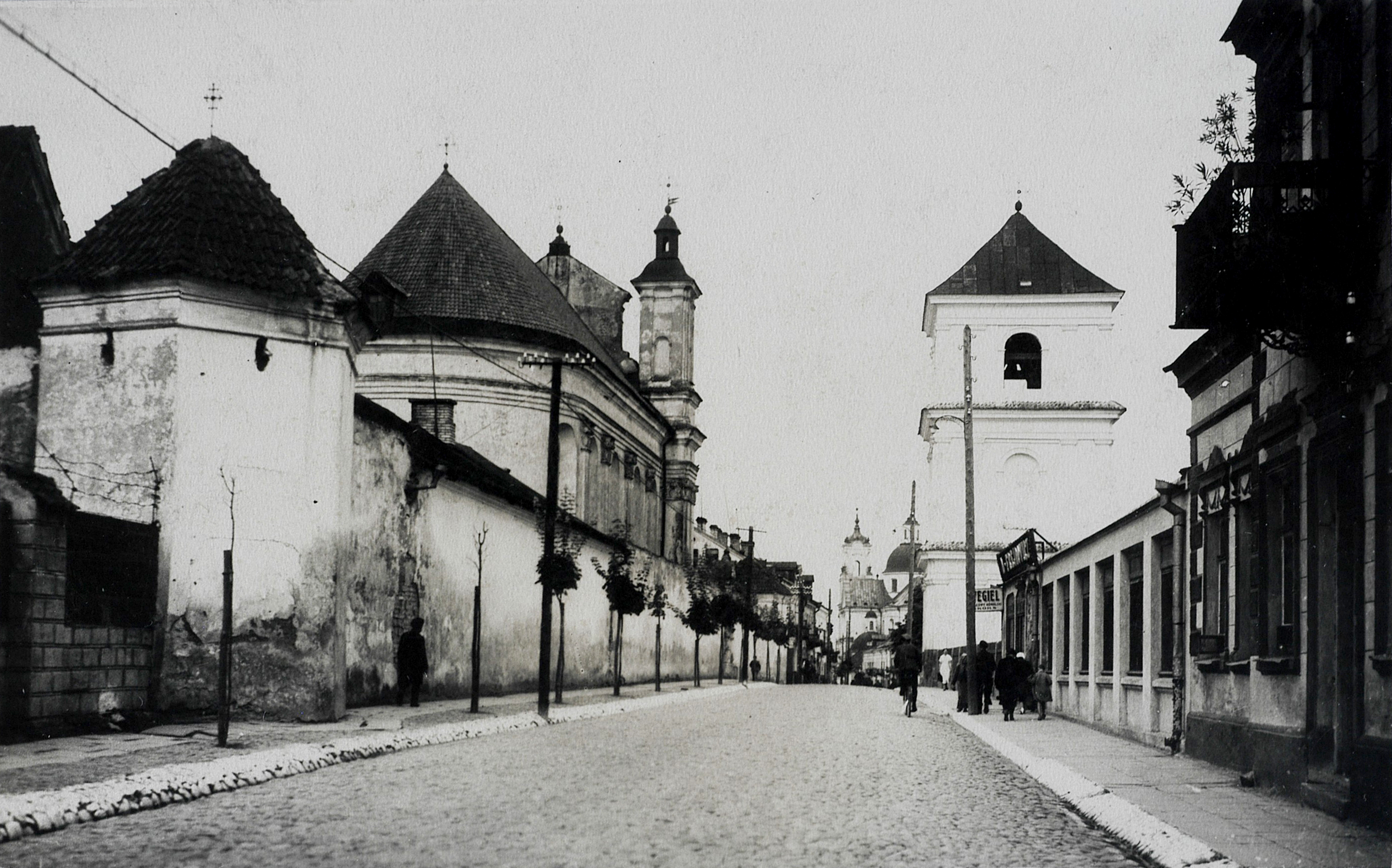
Świątynia w 1937 roku, po prawej zburzona dzwonnica
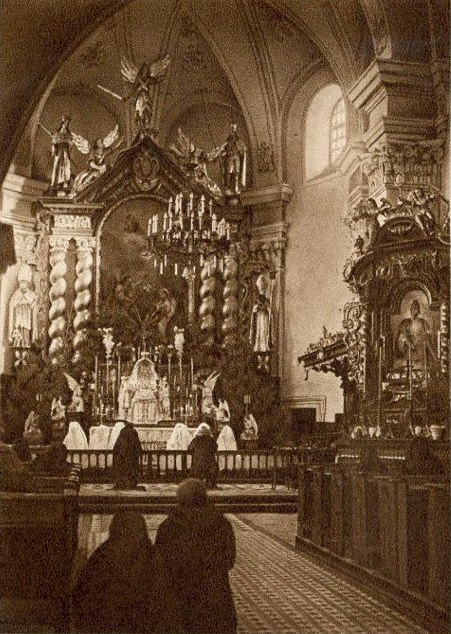
Wnętrze w latach 30. XX w.
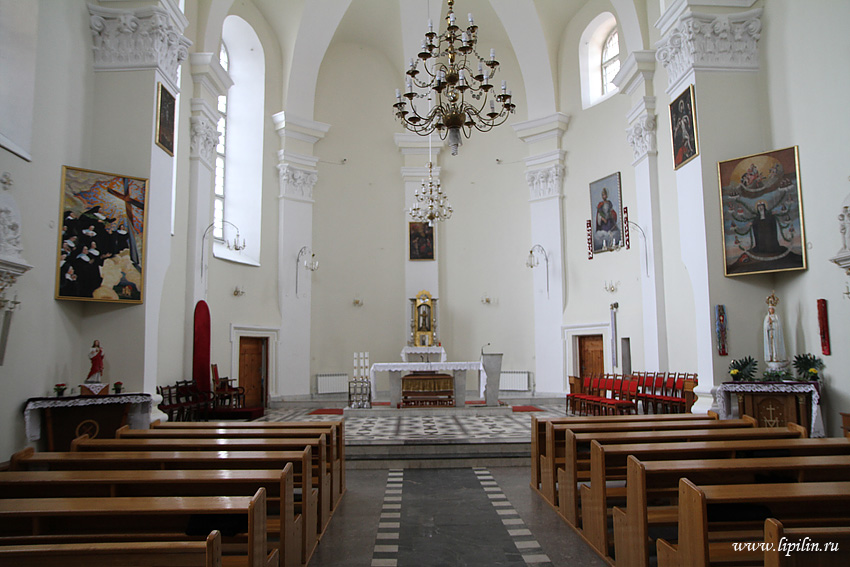
Wnętrze w 2012 roku
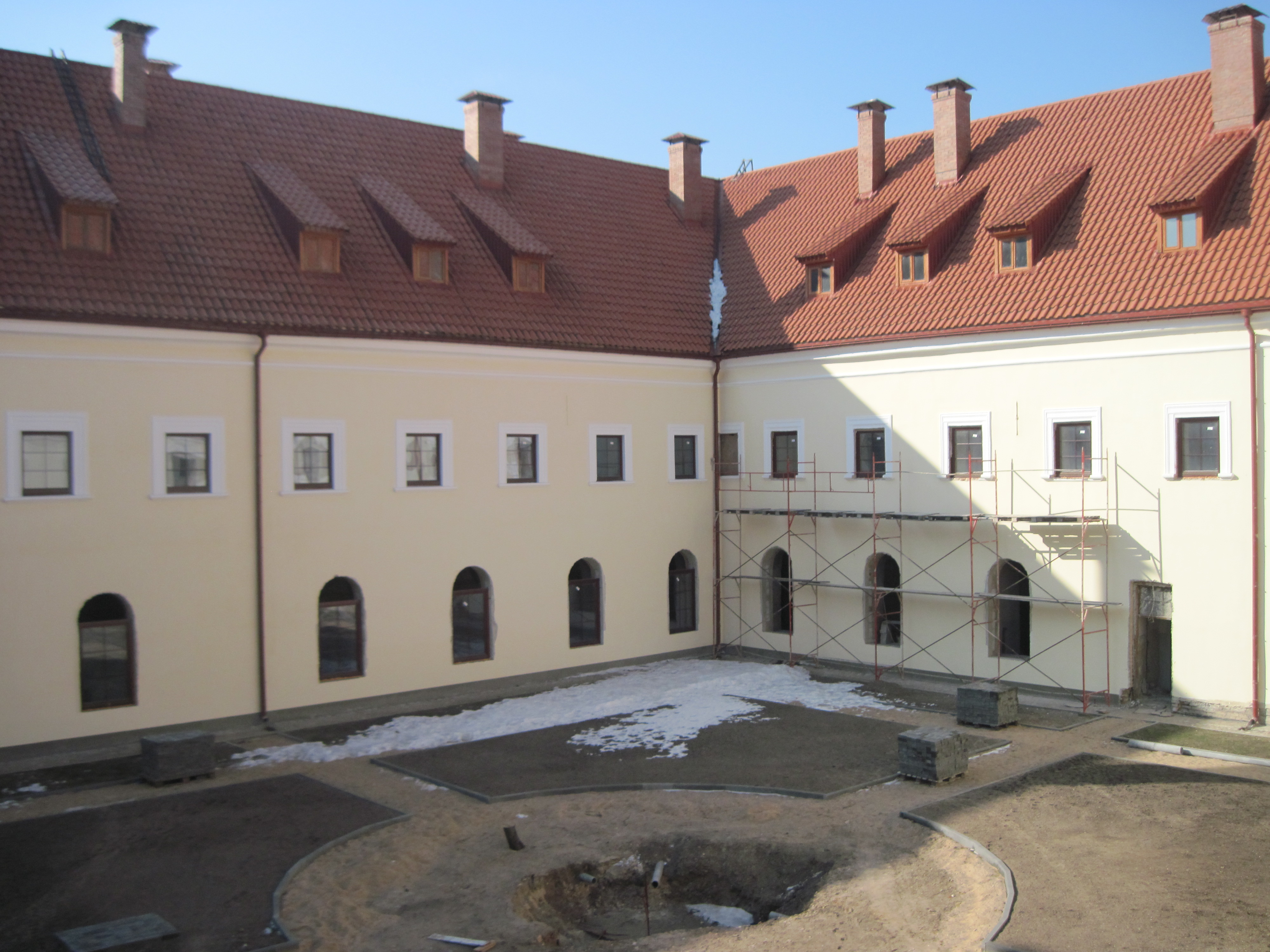
Dziedziniec klasztoru
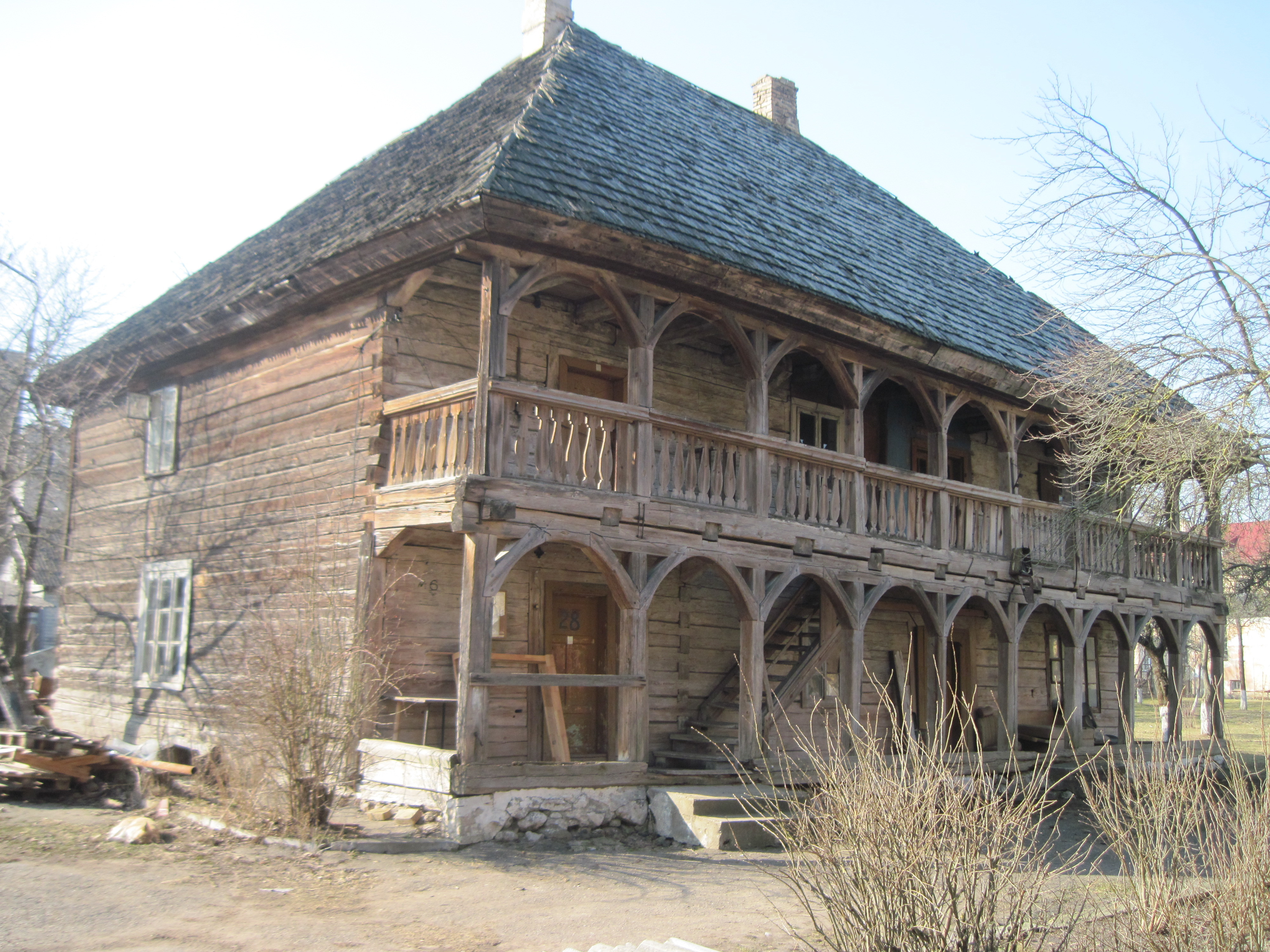
Drewniany lamus z 1769 roku